# Farní sbor Českobratrské církve evangelické v Kateřinicích
Farní sbor Českobratrské církve evangelické v Kateřinicích je sborem Českobratrské církve evangelické v Kateřinicích. Sbor spadá pod Východomoravský seniorát. Sbor má kazatelskou stanici v Lazích.
Evangelický kostel si místní věřící postavili sami v 50. letech 20. století.  
Farářem sboru je Mirosław Jelinek, kurátorkou sboru Emilie Kamasová.

## Faráři sboru
- Bohuslav Novák (1957–2001)
- Pavel Šebesta (2002–2010)
- Mirosław Jelinek (2010–)

## Fotogalerie stavby kostela

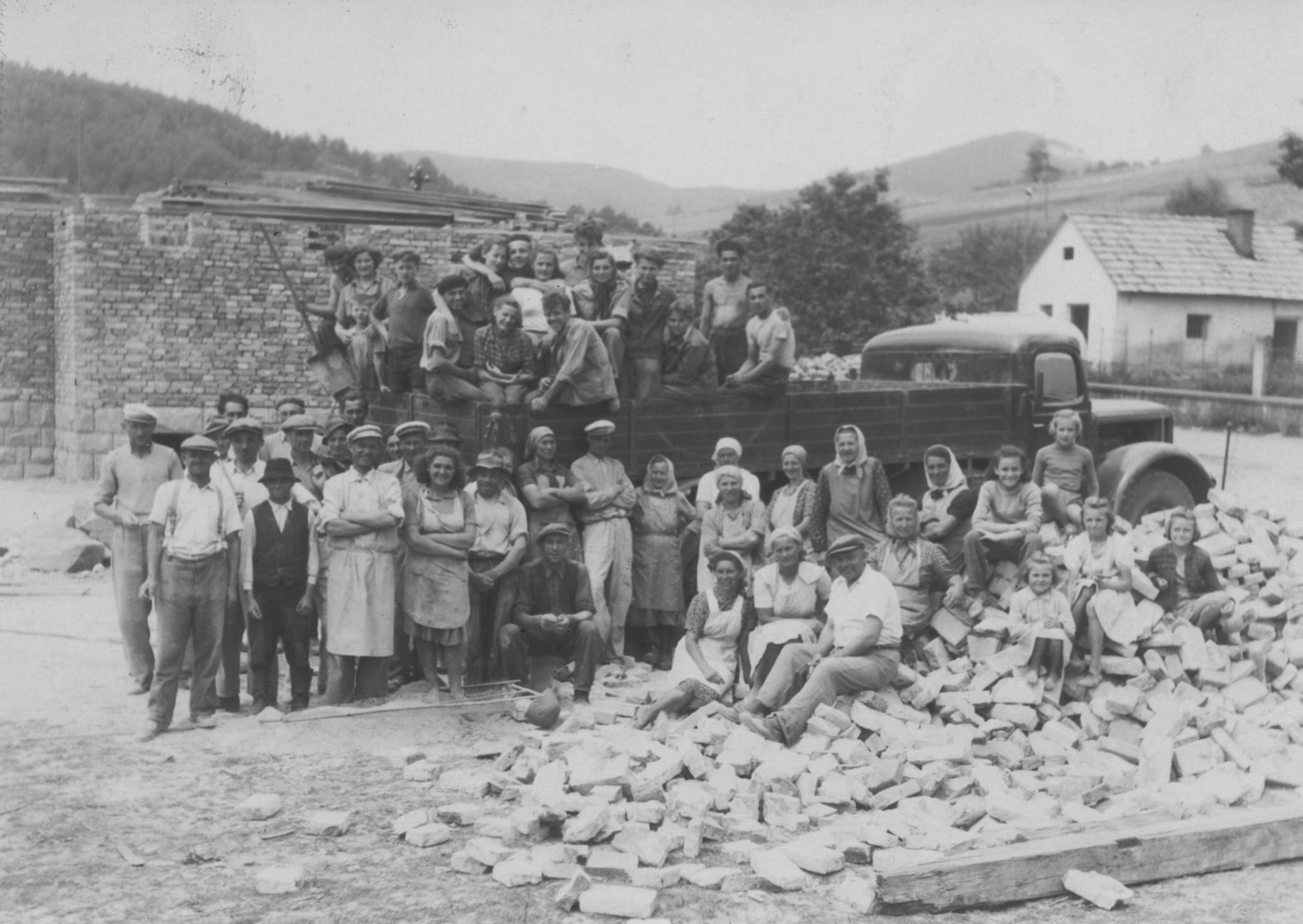
Stavebníci –  6. 7. 1951
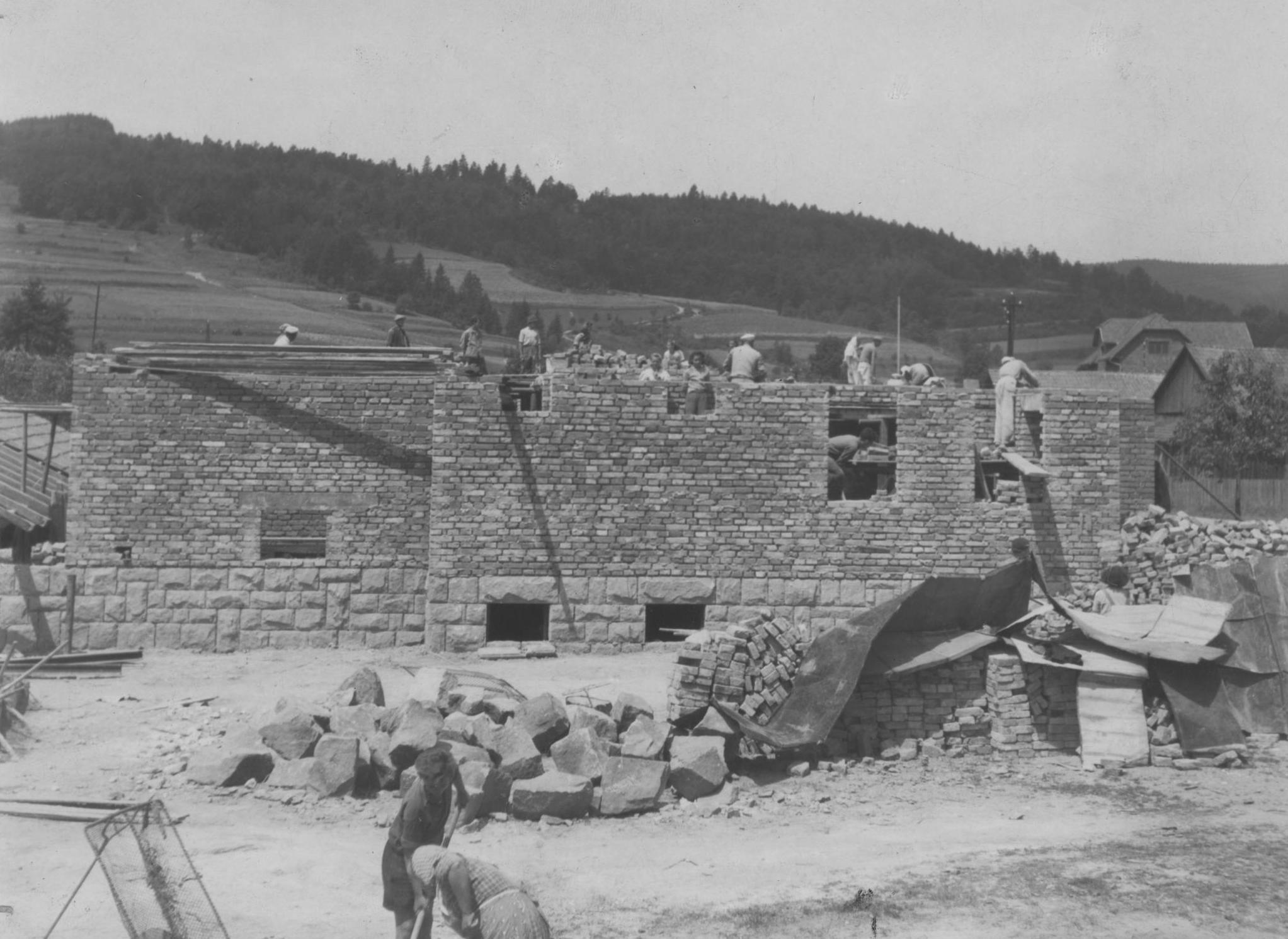
Stavba – 6. 7. 1951
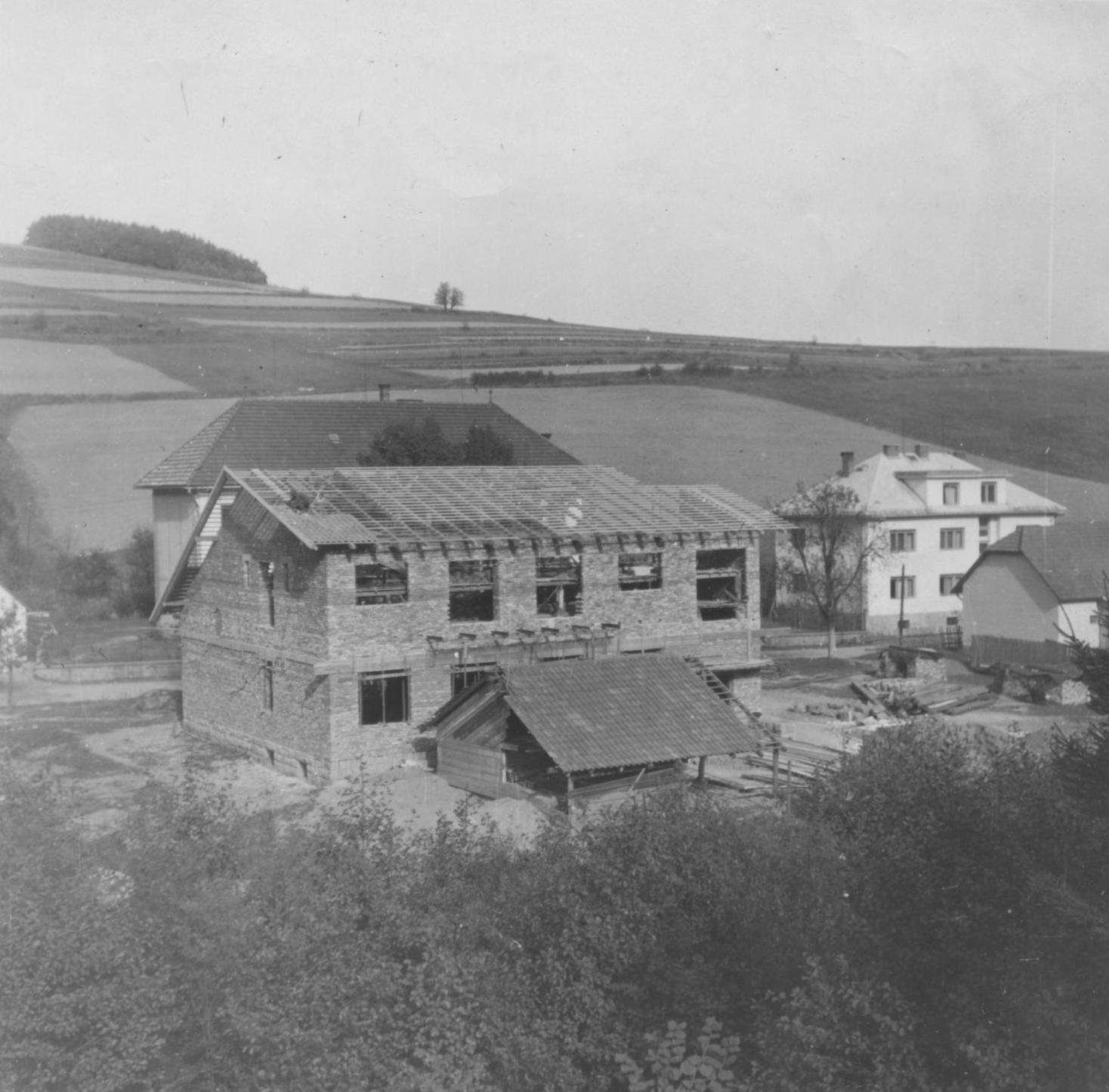
Později – rok 1951
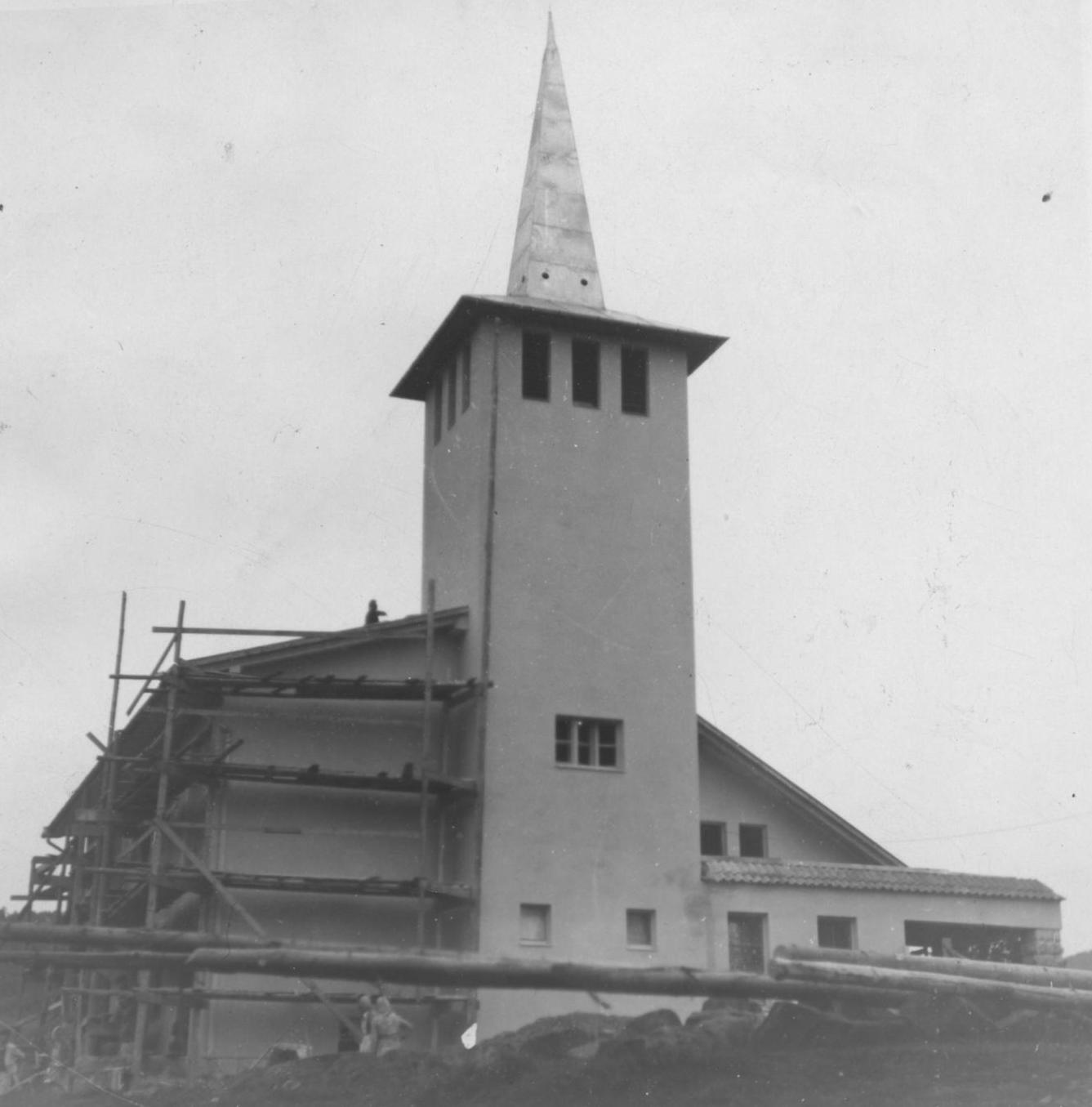
Ještě později – rok 1951
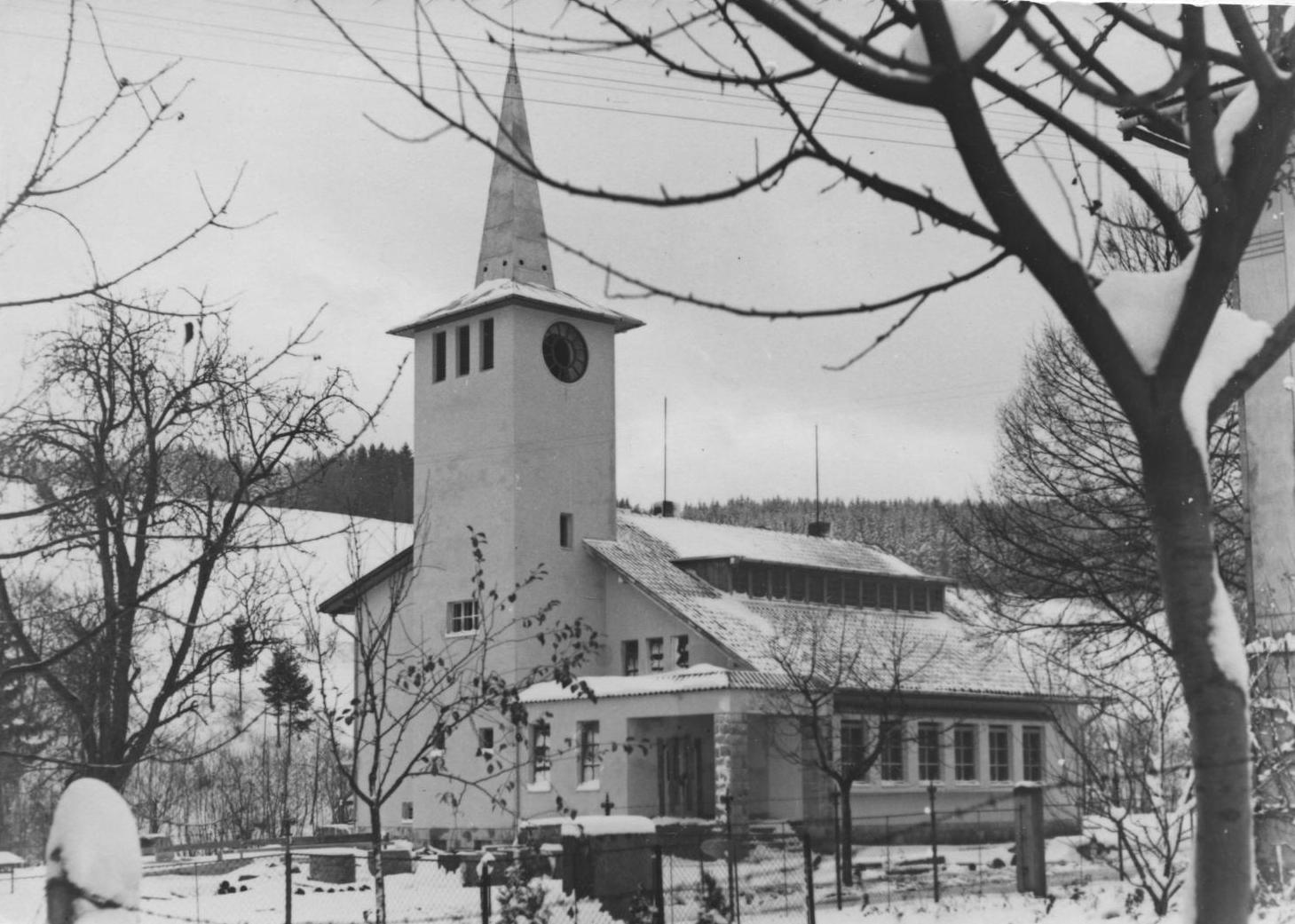
Otevřeno dne 23.11.1952